# Nazzareno Marconi

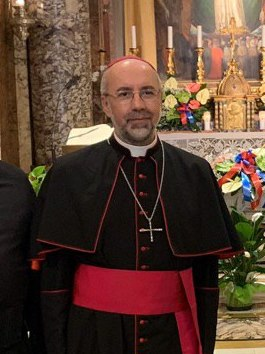
Bischof Nazzareno Marconi (2019)

Bischofswappen von Nazzareno Marconi

Nazzareno Marconi (* 12. Februar 1958 in Città di Castello, Provinz Perugia) ist ein italienischer Geistlicher und Bischof von Macerata.

## Leben
Nach dem Schulbesuch in Città di Castello studierte er Philosophie an der Lateranuniversität und Theologie an der Päpstlichen Universität Gregoriana, die er als Lizenziat der Theologie abschloss.
Nazzareno Marconi empfing am 2. Juli 1983 das Sakrament der Priesterweihe für das Bistum Città di Castello und war anschließend als Vikar an der Kathedrale tätig. Von 1987 bis 2003 war er Religionslehrer an einer staatlichen Schule und im Hochschulbereich. In den gleichen Jahren unterrichtete er auch an der Diözesanschule für Theologie Cesare Pagani in Città di Castello und an der von Perugia Leone XIII. Von 1990 bis 2004 war er Direktor des katechetischen Büros der Diözese Città di Castello. 1990 wurde er zum Lehrbeauftragten am Theologischen Institut von Assisi ernannt. Im Oktober 1997 promovierte er in Biblischer Theologie an der Päpstlichen Universität Urbaniana mit einer Arbeit über die Erzählstruktur der Josefsgeschichte. 1998 wurde er zum Pfarrer von Citerna ernannt und 2003 wurde er außerordentlicher ständiger Lehrer der Heiligen Schrift am Theologischen Institut von Assisi. Von 2004 bis 2013 war er Rektor des Päpstlichen Regionalseminars für Umbrien Pio XI in Assisi. Seit 2005 ist er Kaplan Seiner Heiligkeit. Von 2005 bis 2011 war er Direktor des regionalen katechetischen Büros von Umbrien. Am 1. September 2013 wurde er Pfarrer der Pfarrei San Donato in Trestina (Città di Castello).
Am 3. Juni 2014 ernannte ihn Papst Franziskus zum Bischof von Macerata-Tolentino-Recanati-Cingoli-Treia (ab 2022: Macerata). Der Erzbischof von Perugia-Città della Pieve, Gualtiero Kardinal Bassetti, spendete ihm am 13. Juli desselben Jahres die Bischofsweihe; Mitkonsekratoren waren der Bischof von Città di Castello, Domenico Cancian FAM, und der kirchliche Assessor und Generalkaplan der Katholischen Universität vom Heiligen Herzen, Bischof Claudio Giuliodori. Die Amtseinführung fand am 27. Juli 2014 statt.

## Veröffentlichungen
- In ascolto della Parola. 2 Bände. EDB, Bologna 1996.
- La tua legge Signore è la mia gioia. Paoline, Rom 1997.
- Verso la vetta. Itinerario catechistico con S. Matteo. Paoline, Rom 1999.
- Dal silenzio al Dialogo, analisi narrativa di Gn 37-50. (Dissertation) Città di Castello 1999.
- La Bibbia fa Audience. Bibbia e Comunicazione. Paoline, Rom 2000.
- Le mille immagini dell’Apocalisse. Bibbia e Comunicazione. Paoline, Rom 2003.
- L’albero di Zaccheo. Tau, Rom 2006.
- Imita ciò che celebri. Cittadella, Assisi 2009.
- All’origine della relazione. Cittadella, Assisi 2010.
- La roccia e la sorgente. Cittadella, Assisi 2011.
- Il vino buono. Commento alle letture feriali. Hyperprism Edizioni, Perugia 2012.
- Accompagnare all’incontro con Dio. Cittadella, Assisi 2014.